# 데이비드 리치먼드펙

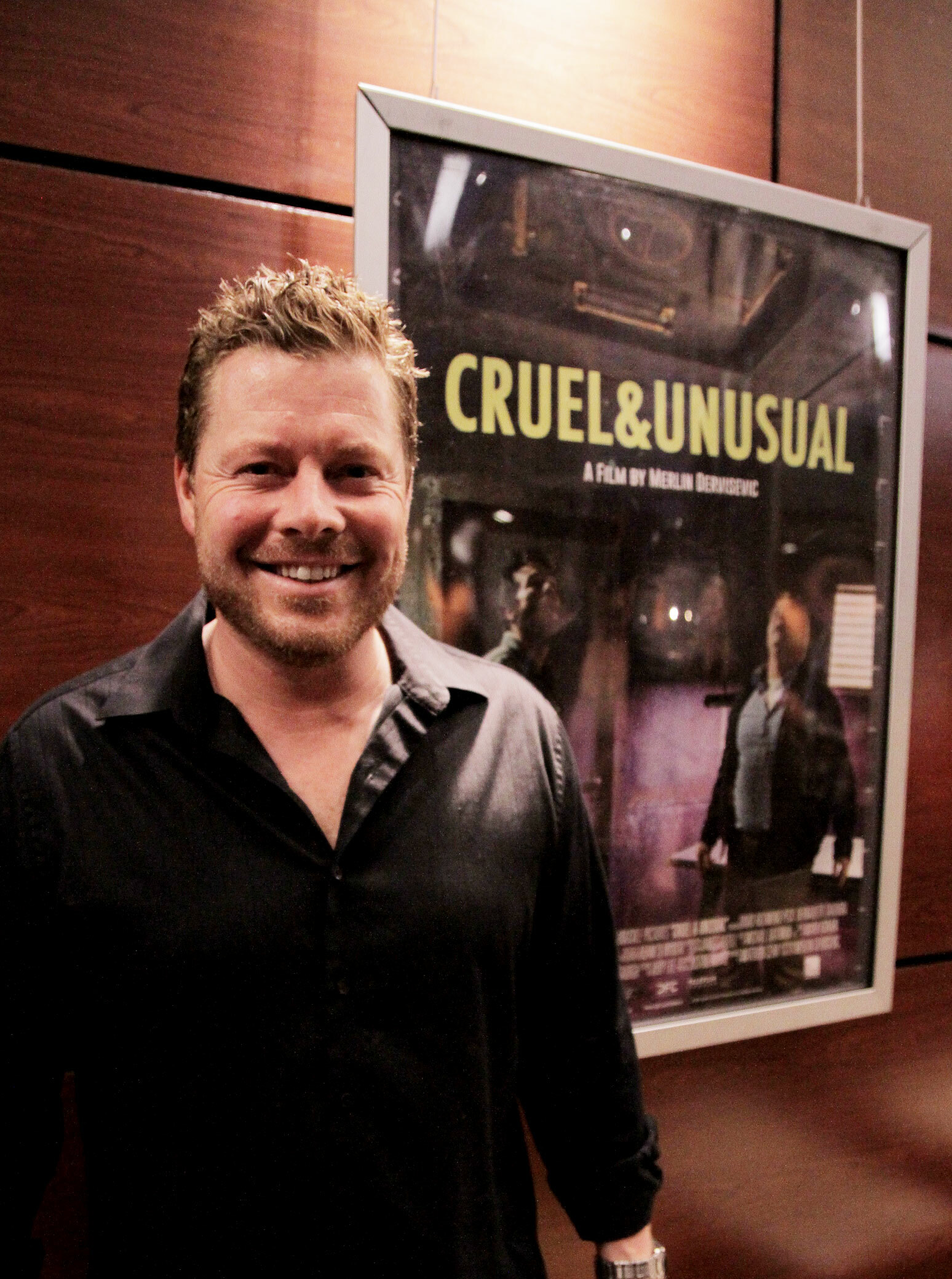

데이비드 리치먼드펙(영어: David Richmond-Peck, 1974년 4월 5일 ~ )은 캐나다의 배우이다.
온타리오 오크빌에서 태어났다.

## 출연 작품
- 하이에나 로드 (2015년)
- 프로스큐팅 케이시 안토니 (2013년)
- 크루얼 & 언유주얼 (2013년)
- 뮤턴트 둠스데이 (2011, Seeds of Destruction) - 윌슨 역
- 딥 임팩트 파이널  (2011년)
- 엣지 오브 더 가든 (2011년) - 프랭크 역
- 둠스데이 지구 최후의 날 (2011년) - Dr. 스팍스 역
- 혹성탈출: 진화의 시작 (2011년) - 위원 1 역
- Dom (2011) - 대럴 역
- 무브 아웃 클린 (2010, Move Out Clean) - 단편
- 파라독스 (2010, Paradox)
- 스모킹 에이스 2 (2010년)
- 2012 (2009년)
- 결혼 생활 (2008년) - 톰 역
- 지구가 멈추는 날 (2008년)
- 쉬즈 더 맨 (2006년)
- 제니퍼 러브 휴잇의 컨페션 (2005년)
- 판타스틱 4 (2005년)
- 파이널 딥라이징 (2004)

### 텔레비전
- 스몰빌 (2002-07)
- Robson Arms (2005-08)
- 인투 더 웨스트 (2005)
- 트래블러 (2007)
- V (2009-10) - 조지 서턴 역
- 프린지 (2010)
- 트루 저스티스 (2011, True Justice)